# RWD Molenbeek (2015)
Der Racing White Daring Molenbeek (kurz: RWDM) ist ein Fußballverein aus Molenbeek-Saint-Jean in der Region Brüssel-Hauptstadt, Belgien. Der 2015 gegründete Verein mit der Stamnummer (Registrierungsnummer) 5479 gegründete Verein sieht sich in der Tradition des auf eine Gründung im Jahr 1909 gegründeten Vereins, aus dem der erste Verein mit diesem Namen hervorgegangen ist, der später in einer Fusion im 2014 aufgelösten FC Brüssel aufging. Seit der Saison 2020/21 spielte er in der Division 1B und ist zur Saison 2023/24 in die Division 1A aufgestiegen.
Der Verein ist zu 80 % im Eigentum der Eagle Football Holding des US-amerikanischen Investors John Textor, die auch Anteile des englischen Vereins Crystal Palace FC (40 %), des französischen Verein Olympique Lyon und des brasilianischen Vereins Botafogo FR (jeweils 90 %) hält.

## Geschichte

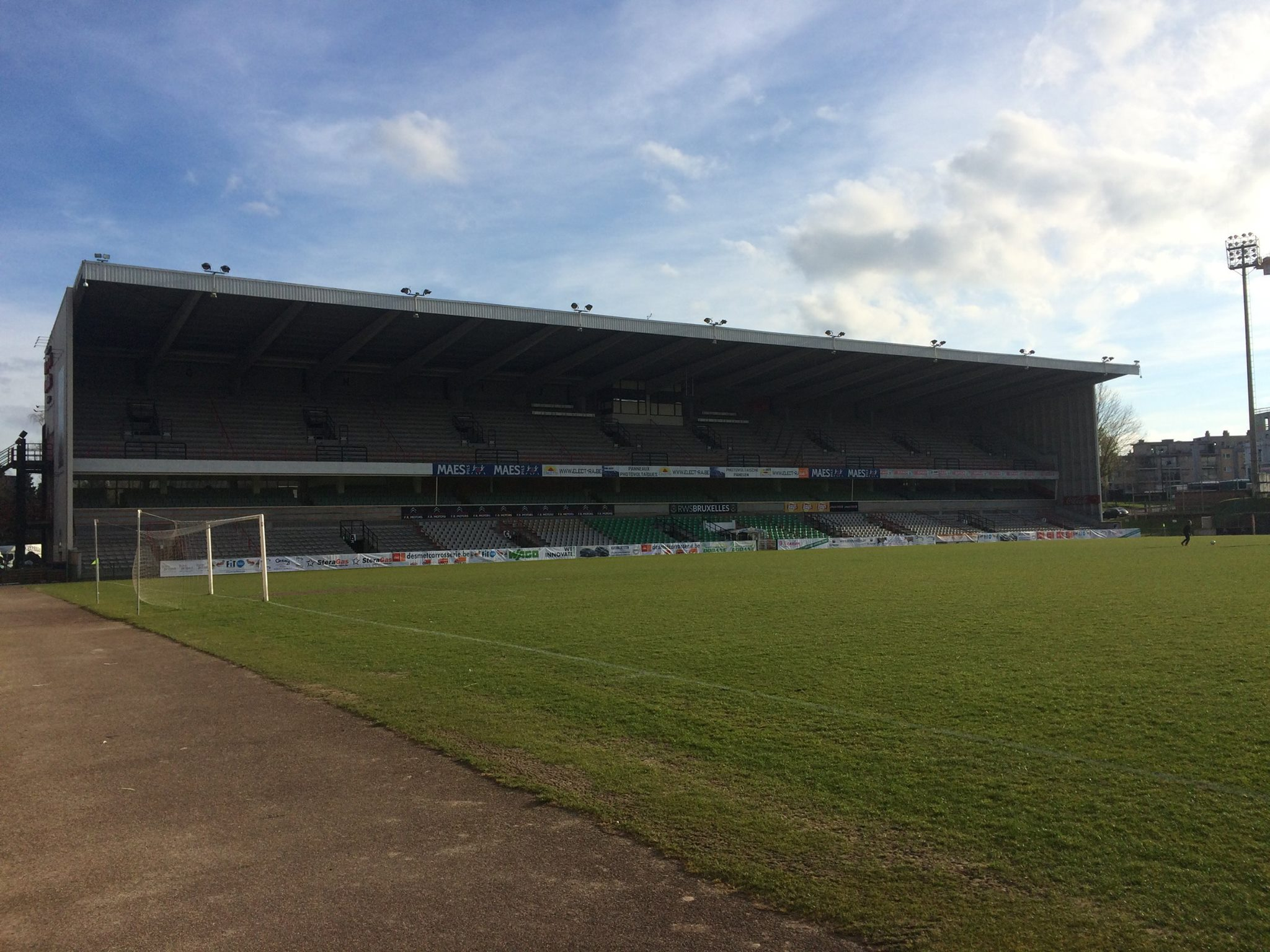
Edmond-Machtens-Stadion

Bereits 1973 wurde unter dem Namen Racing White Daring Molenbeek ein Fußballverein gegründet. Formal schlossen sich dabei die Vereine Racing White und Daring Molenbeek zusammen. Er wurde vom Königlich Belgischen Fußballverband unter der Stammnummer 47 des jüngeren, aber in einer höheren Liga spielenden Daring Molenbeek registriert.
Aufgrund finanzieller Probleme wurde dem Verein 2002 die Profilizenz verweigert. Er fusionierte dann mit dem KFC Strombeek, der darauf in FC Brüssel umbenannt wurde. Dieser löste sich 2014 auf, nachdem er keine Lizenz für die Folgesaison erhielt.
Eingeleitet von Thierry Dailly, Bruno Vandenwijngaert und Philippe Housiaux startete darauf eine Gruppe von Investoren das Projekt RWDM 47, um die traditionsreiche Abkürzung in einem Vereinsnamen erscheinen zu lassen und auch die alte Stammnummer. 2015 fand man zwei Vereine, die man übernehmen konnte. Standaard Wetteren fusionierte mit dem RFC Wetteren. Der neue Verein erhielt dann wieder den Namen Racing White Daring Molenbeek. Wenngleich seine Stammnummer offiziell eine höhere ist, wird er von den Fans auch als RWDM47 bezeichnet.
Die Berechtigung im Edmond-Machtens-Stadion spielen zu dürfen, musste sich RWDM gerichtlich erstreiten, da dort auch Royal White Star Brüssel bis zu seiner Auflösung im Oktober 2017 spielte. Das Gericht entschied, dass sich beide Vereine den Hauptplatz des Stadions teilen mussten.
Sportlich konnte RWDM in der Saison 2015/16 in der 4. Division auf dem bisherigen Ligaplatz von Wetteren starten. Mit der Neuordnung des Ligassystems im belgischen Amateurfußball zur Saison 2016/17 spielte der Verein in der 3. Division (Wallonie Staffel B), die er als Erster beendete, und somit zur Saison 2017/18 in die 2. Division Amateure (Wallonie) aufstieg. Auch diese Saison beendete man als Tabellenerster und stieg zur Saison 2018/19 in die 1. Division Amateure auf. Hier erreichte man in der Saison 2018/19 Platz 8.
Bei Abbruch des Spielbetriebes in der Saison 2019/20 infolge der COVID-19-Pandemie stand RWDM auf Platz 6. Nachdem die Division 1A zur Saison 2020/21 auf 18 Mannschaften aufgestockt wurde, wodurch zwei Mannschaften aus der Division 1B aufstiegen, und gleichzeitig Sporting Lokeren insolvent wurde und KSV Roeselare und Royal Excelsior Virton die Lizenz verweigert wurde, konnten vier Mannschaften aus der 1. Division Amateure zur Saison 2020/21 in der Division 1B aufsteigen. Da die höherplatzierten Vereine KVV Thes Sport Tessenderlo, KSK Heist und Patro Eisden Maasmechelen keine Lizenz für die Division 1B beantragt hatten bzw. keine erhielten, reichte Platz 6 für den Aufstieg.
Die erste Saison in der Division 1B wurde auf Platz 6 beendet. In der nächsten Saison hatte RWD nach dem drittletzten Spieltag sieben Punkte Rückstand auf den Spitzenreiter KVC Westerlo, andererseits aber auch sieben Punkte Vorsprung auf Platz 3 mit Waasland-Beveren, so dass damit die Teilnahme an der Relegation sicher fest stand. In den Relegationsspielen verlor man 0:1 zu Hause gegen den RFC Seraing und spielte auswärts torlos unentschieden, so dass der RWDM in der Division 1B verblieb.
Die Hauptrunde der Saison 2022/23 wurde mit drei Punkten Vorsprung auf Platz 1 beendet. In den Aufstiegs-Play-Off sank dieser Vorsprung auf einen Punkt, so dass der Aufstieg in die Division 1A erst durch einen Sieg am letzten Spieltag der Play-off gesichert werden konnte. Trotz des Aufstieges entschloss sich der Verein fünf Tage vor Beginn der Saison 2023/24 in der Division 1A sich vom Vincent Euvrard und dem restlichen Trainerstab zu trennen. Am Folgetag wurde Claudio Caçapa als neuer Trainer verpflichtet. Co-Trainer wurden Luiz dos Santos Valiñas und Igor De Camargo.

## Kader 2024/25
| Nr. |            | Position | Name             |
| --- | ---------- | -------- | ---------------- |
| 1   | Belgien    | TW       | Bill Lathouwers  |
| 3   | Kamerun    | AB       | Ibrahim Halilou  |
| 4   | Belgien    | AB       | Djovkar Doudaev  |
| 5   | Belgien    | MF       | Alexis De Sart   |
| 6   | Frankreich | MF       | Islamdine Halifa |
| 7   | Nicaragua  | MF       | Jacob Montes     |
| 8   | Japan      | MF       | Shūto Abe        |
| 9   | Polen      | ST       | Piotr Parzyszek  |
| 10  | Frankreich | ST       | Gaëtan Robail    |
| 11  | Marokko    | MF       | Ilyes Ziani      |
| 15  | Marokko    | AB       | Achraf Laâziri   |
| 17  | Frankreich | MF       | Yacouba Barry    |
| 20  | Kanada     | ST       | Kwasi Poku       |

| Nr. |                | Position | Name                   |
| --- | -------------- | -------- | ---------------------- |
| 21  | Angola         | AB       | Marsoni Sambu          |
| 22  | Belgien        | ST       | Frederic Soelle Soelle |
| 23  | Brasilien      | MF       | Romildo Del Piage      |
| 26  | Belgien        | ST       | Pjotr Kestens          |
| 28  | Belgien        | TW       | Guillaume Hubert       |
| 31  | Belgien        | AB       | Noah Dodeigne          |
| 34  | Kongo Republik | AB       | Christ Makosso         |
| 43  | Brasilien      | AB       | David Sousa            |
| 49  | Brasilien      | ST       | Sapata                 |
| 51  | Belgien        | AB       | Xavier Preijs          |
| 70  | Belgien        | TW       | Mattéo Nkurunziza      |

Stand: 15. Dezember 2024

## Trainer
| Amtszeit                 | Trainer              |
| ------------------------ | -------------------- |
| Aug. 2015 – Jan. 2016    | Danny Ost            |
| Jan. 2016 – Nov. 2016    | Christian Rits       |
| Nov. 2016 – Aug. 2019    | Dražen Brnčić        |
| Aug. 2019 – Jan. 2020    | Frédéric Vanderbiest |
| Jan. 2020 – Juni 2020    | Frédéric Stilmant    |
| Juli 2020 – Dez. 2020    | Laurent Demol        |
| Dez. 2020                | Frédéric Stilmant    |
| Dez. 2020 – Juli 2023    | Vincent Euvrard      |
| Juli 2023 – Februar 2024 | Claudio Caçapa       |
| Februar 2024 – März 2024 | Bruno Irles          |
| März 2024 –              | Yannick Ferrera      |